# Federação de Xadrez da URSS
A Federação de Xadrez da URSS (em russo:  Шахматная федерация СССР) era um organismo desportivo soviético regulando o xadrez em URSS. Foi criada em agosto de 1924. A sede da federação era em Moscou.
A Federação de Xadrez da URSS foi filiada à Federação Internacional de Xadrez.
O organismo soviético edita o periódico Шахматы в СССР (Xadrez na USSR) desde 1995.

## Organização

### Junta diretiva

#### Funcionamento
A junta diretiva era composta por um presidente, um vice-presidente e um tesoureiro.

### Presidentes
- Nikolai Krylenko (1924–1938)
- Mikhail Botvinnik (1938–1939)
- Vladimir Herman (1939–1941 and 1945–1947)
- Boris Weinstein (1942–1945)
- Vladislav Vinogradov (1947–1949, 1952–1954 and 1961–1962)
- M. Kharlamov (1949–1952)
- Vladimir Alatortsev (1954–1961)
- Boris Rodionov (1962–1968)
- Alexey Serov (1968–1969)
- Dmitry Postnikov (1969–1972)
- Yuri Averbakh (1972–1977)
- Vitaly Sevastianov (1977–1986 and 1988–1989)
- Alexandre Chikvaidze (1986–1988)
- Vladimir Popov (1989–1991)

## Enxadristas soviéticos
- Mikhail Botvinnik (1911-1995), presidente da Federação de Xadrez da URSS (1938-1939)
- Anatoly Karpov[1]

- Garry Kasparov[1]